# Потоцкий, Артур Станислав
Граф Артур Станислав Потоцкий  (27 мая 1787, Париж — 30 января 1832, Вена) — польский аристократ, наполеоновский офицер, родоначальник кшешовицкой линии Потоцких.

## Биография
Представитель польского графского рода Потоцких герба «Пилява». Второй сын писателя и путешественника Яна Непомуцена Потоцкого (1761—1815) от первого брака с княжной Юлией Любомирской (1764—1799). Братья — Альфред Войцех и Анджей Бернард Потоцкие.
Служил в польской армии и был адъютантом князя Юзефа Понятовского, маршала Наполеона Бонапарта.
В 1822 году приобрел Дворец под баранами в Кракове, построил летнюю резиденцию в своём имении Кшешовице. Его потомки в дальнейшем выстроили там дворец, который был их главной резиденцией до 1939 года.
В 1823 году заложил в Огледуве «Шерстяной банк», основал мужскую школу в Сташуве.
Он умер 30 января в Вене и был похоронен 27 мая 1832 года в Вавельском соборе Кракова.
После смерти Артура его имения унаследовал единственный сын Адам Юзеф Потоцкий.

## Семья и дети
19 декабря 1816 года в Белой Церкви женился на графине Софии Браницкой (11 января 1790, Ланьцут — 6 января 1879, Кшешовице), дочери гетмана великого коронного графа Францишека Ксаверия Браницкого (ок. 1730—1819) и Александры Катарины Энгельгардт (1754—1838). Их дети:
- Александра (25 января 1818, Париж — 6 апреля 1819, Париж)
- Мария (1819—1822)
- Альфред (1820—1821)
- Адам Юзеф Матеуш (26 февраля 1822, Ланьцут — 15 июня 1872, Кшешовице), муж графини Катарины Браницкой (1825—1907)